# Stradivarius Booth
Le « Booth » est un violon ancien fabriqué par le luthier italien Antonio Stradivari (1644-1737) de Crémone, dit Stradivarius, en 1716. Cet instrument est ainsi dénommé du nom de Otto van Booth, un de ses possesseurs. Il est également connu sous le surnom de Cho-Ming Sin du nom d'un autre possesseur. Doring (1999) and Henley (1961) le surnomment « Booth », Goodkind (1972) l'appelle « Booth; Cho-Ming Sin ». L'étiquette d'origine apposée à l'intérieur et sur le fond du violon stipule « Antonius Stradivarius Cremonensis faciebat Anno 1716 ». Le dos du Stradivarius « Booth » est fait de deux pièces et possède une longueur de 34,4 centimètres.

## Historique
En 1855, ce violon est acheté par Madame Wilhelm von Booth pour son fils Otto van Booth, qui fait partie d'un Quartet Stradivarius. Otto van Booth vendit l'instrument à un marchand en instruments de musique londonien du nom de George Hart. Il a ensuite été régulièrement utilisé à l'occasion de concerts. En 1930, le « Booth » est acheté à l'American Art Association de New-York par la Rudolph Wurlitzer Company lors d'une vente aux enchères et utilisé par le renommé violoniste d'origine ukrainienne Mischa Mischakoff de 1931 à 1961. Il figure dans les collections Henry Hottinger Collection de New-York. De 1961 à 1978, il appartient à Cho-Ming Sin qui lui donne un autre de ses surnoms,.
Le « Booth » est détenu et utilisé pendant un certain temps par la violoniste Iona Brown. Après une interprétation du concerto The Lark Ascending (L'Essor de l'alouette) en 1998 à Tokyo et  peu appréciée du public, l'artiste décide d'abandonner définitivement le violon en prétextant l'arthrose et l'âge. Elle vend l'instrument en 1999.
Depuis 1999, le « Booth » est détenu par la Nippon Music Foundation qui le met à la disposition de violonistes éminents. Après Iona Brown, c'est au tour de la violoniste allemande Julia Fischer de jouer sur cet instrument, de l'année 2000 à l'été 2004, époque à laquelle elle achète  un Guadagnini de 1742 . La violoniste japonaise Shunske Sato succède à Julia Fischer sur le « Booth », ce dernier est ensuite mis à la disposition de la violoniste de renom nippo-allemande Arabella Steinbacher